# The Link
The Link – drugi album studyjny francuskiej grupy muzycznej Gojira.

## Lista utworów
Opracowano na podstawie materiału źródłowego.
| Nr  | Tytuł utworu                       | Słowa          | Muzyka                           | Długość |
| --- | ---------------------------------- | -------------- | -------------------------------- | ------- |
| 1.  | „The Link”                         | Joe Duplantier | Joe Duplantier, Mario Duplantier | 5:08    |
| 2.  | „Death of Me”                      | Joe Duplantier | Joe Duplantier, Mario Duplantier | 5:46    |
| 3.  | „Connected” (utwór instrumentalny) |                | Joe Duplantier, Mario Duplantier | 1:19    |
| 4.  | „Remembrance”                      | Joe Duplantier | Joe Duplantier, Mario Duplantier | 4:59    |
| 5.  | „Torii” (utwór instrumentalny)     |                | Joe Duplantier, Mario Duplantier | 1:48    |
| 6.  | „Indians”                          | Joe Duplantier | Joe Duplantier, Mario Duplantier | 3:57    |
| 7.  | „Embrace the World”                | Joe Duplantier | Joe Duplantier, Mario Duplantier | 4:40    |
| 8.  | „Inward Movement”                  | Joe Duplantier | Joe Duplantier, Mario Duplantier | 5:51    |
| 9.  | „Over the Flows”                   | Joe Duplantier | Joe Duplantier, Mario Duplantier | 3:05    |
| 10. | „Wisdom Comes”                     | Joe Duplantier | Joe Duplantier, Mario Duplantier | 2:25    |
| 11. | „Dawn” (utwór instrumentalny)      |                | Joe Duplantier, Mario Duplantier | 8:00    |
|     |                                    |                |                                  | 46:58   |

## Twórcy
Opracowano na podstawie materiału źródłowego.
| Zespół Gojira w składzie - Joe Duplantier – śpiew, gitara, miksowanie, oprawa graficzna - Christian Andreu – gitara - Jean-Michel Labadie – gitara basowa - Mario Duplantier – perkusja, edycja cyfrowa |  | Inni - Laurentx Etxemendi – inżynieria dźwięku, miksowanie, mastering - Jean-Pierre Chalbos – mastering - Gabrielle Duplantier – zdjęcia - Fabrice Croux – edycja cyfrowa - Jean-Michel Labadie – miksowanie |

## Wydania
| Wydania | Wydania             | Wydania                              | Wydania                                       | Wydania   | Wydania |
| Rok     | Nr katalogowy       | Format                               | Wytwórnia                                     | Region    | Źródło  |
| ------- | ------------------- | ------------------------------------ | --------------------------------------------- | --------- | ------- |
| 2003    | BYCD 2              | CD, Album, Dig                       | Boycott Records, Next Music, Gabriel Editions | Francja   | [ 7 ]   |
| 2003    | BYCD2               | CD, Album                            | Boycott Records, Next Music, Gabriel Editions | Francja   | [ 7 ]   |
| 2003    | POSH067             | CD, Album, Promo                     | Listenable Records                            | Europa    | [ 7 ]   |
| 2005    | MS09, 5101103382    | CD, Album                            | Mon Slip                                      | Francja   | [ 7 ]   |
| 2005    | POSH067             | CD, Album, RE, RM                    | Listenable Records                            | Francja   | [ 7 ]   |
| 2005    | POSH067             | CD, Album, RE, RM + DVD-V            | Listenable Records                            | Francja   | [ 7 ]   |
| 2005    | LIS067              | CD, Album, RM                        | Listenable Records                            | Francja   | [ 7 ]   |
| 2012    | POSH167             | CD, Album, RE                        | Listenable Records                            | Francja   | [ 7 ]   |
| 2012    | POSH167             | CD, Album, RE, Dig                   | Listenable Records                            | Francja   | [ 7 ]   |
| 2012    | POSH184             | LP, Album, Ltd, RE                   | Listenable Records                            | Francja   | [ 7 ]   |
| 2012    | POSH184             | LP, Album, Ltd, RE, Red              | Listenable Records                            | Francja   | [ 7 ]   |
| 2014    | POSH184             | LP, Album, Ltd, RE, Gol              | Listenable Records                            | Francja   | [ 7 ]   |
| 2015    | D.I 372, DYN 2440-2 | CD, Album, Dig                       | Del Imaginario Discos, Dynamo Records         | Argentyna | [ 7 ]   |
| 2016    | POSH184             | LP, Album, Ltd, M/Print, RE, RP, Cle | Listenable Records                            | Francja   | [ 7 ]   |
| 2016    | POSH184             | LP, Album, Ltd, RE, RP, Gol          | Listenable Records                            | Francja   | [ 7 ]   |
| 2016    | POSH067             | CD, Album, RE, RM + DVD-V            | Listenable Records                            | Francja   | [ 7 ]   |